# Metriocnemus cinctus
Metriocnemus cinctus är en tvåvingeart som först beskrevs av Maurice Emile Marie Goetghebuer 1940.  Metriocnemus cinctus ingår i släktet Metriocnemus och familjen fjädermyggor.
Artens utbredningsområde är Sverige. Inga underarter finns listade i Catalogue of Life.